# Jirapa

Jirapa är en ort i nordvästra Ghana. Den är huvudort för distriktet Jirapa, och folkmängden uppgick till 12 313 invånare vid folkräkningen 2010.